# 置賜野川
置賜野川（おきたまのがわ）は、山形県長井市を流れる一級河川。最上川の支流である。

## 概要
最上川水系の主要な支流のひとつである。延長は22.65km、流域面積は約130km2に及ぶ。磐梯朝日国立公園に指定されている朝日山地の最高峰・大朝日岳のやや南、平岩山の南面を水源とし、南へ流れる。木地山ダムを経て野川渓谷に至り、その後長井ダムへ流入する。長井ダムを通った後は東ないし北東へ流路を変え、長井市街地を貫いて長井市成田地内で最上川に合流する。流域の80パーセント以上が山地で形成され急勾配であることから、急流河川となっている。上流部の野川渓谷は清流、また紅葉の名所として観光地にもなっている。
置賜野川による扇状地は最上川、置賜白川とともに長井盆地の一部を形成している。地質は、下流部を除きほとんどが花崗閃緑岩である。
地元（置賜地方）では単に野川と呼ばれる場合もあるが、山形県内には他にも東根市に野川（こちらは「村山野川（むらやまのがわ）」と呼ばれる）があり、その他県外にも同名の河川が多数存在するため、主として置賜野川と呼ばれている。

## 歴史

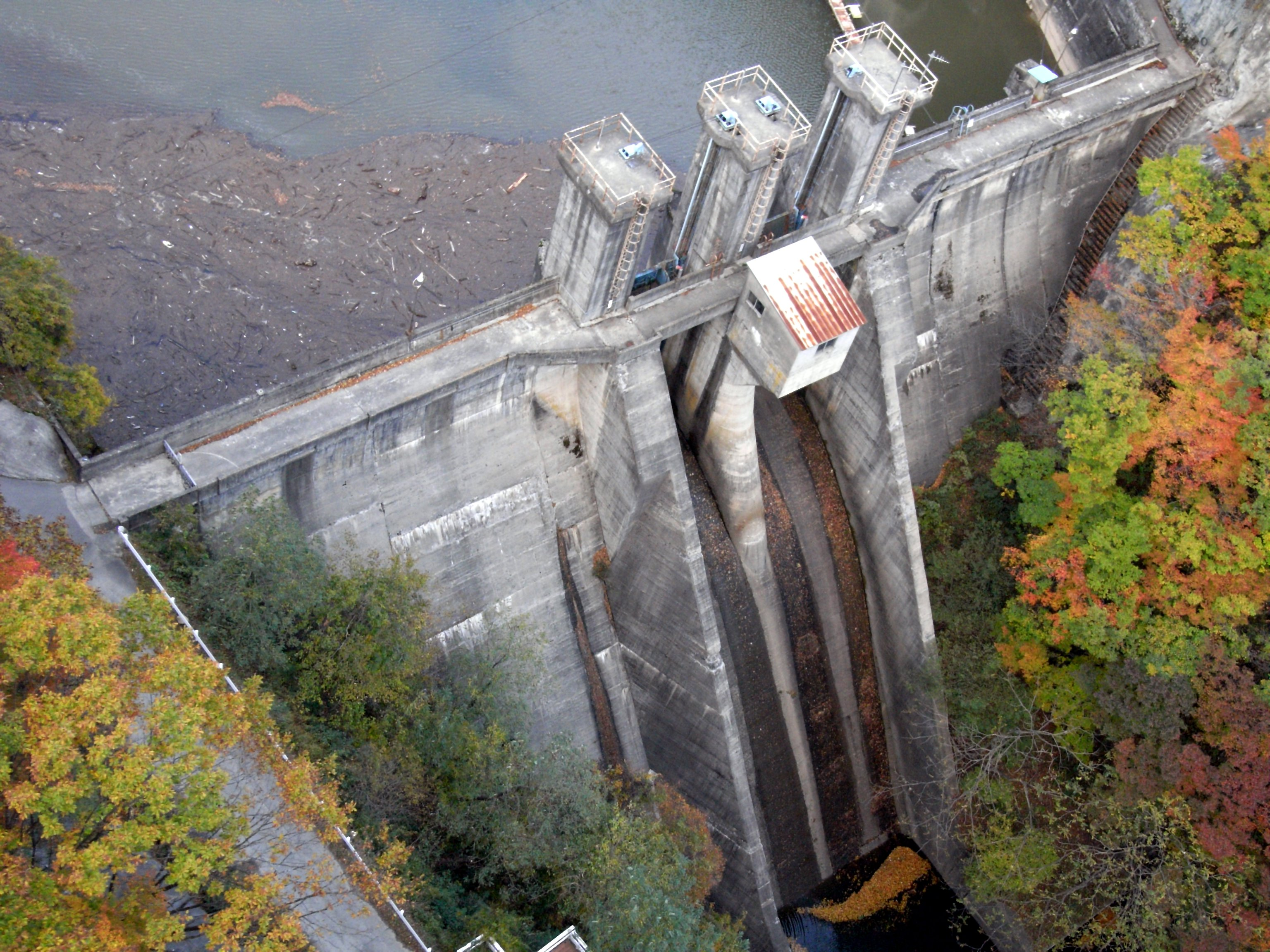
管野ダム（2008年当時。現在は水没）

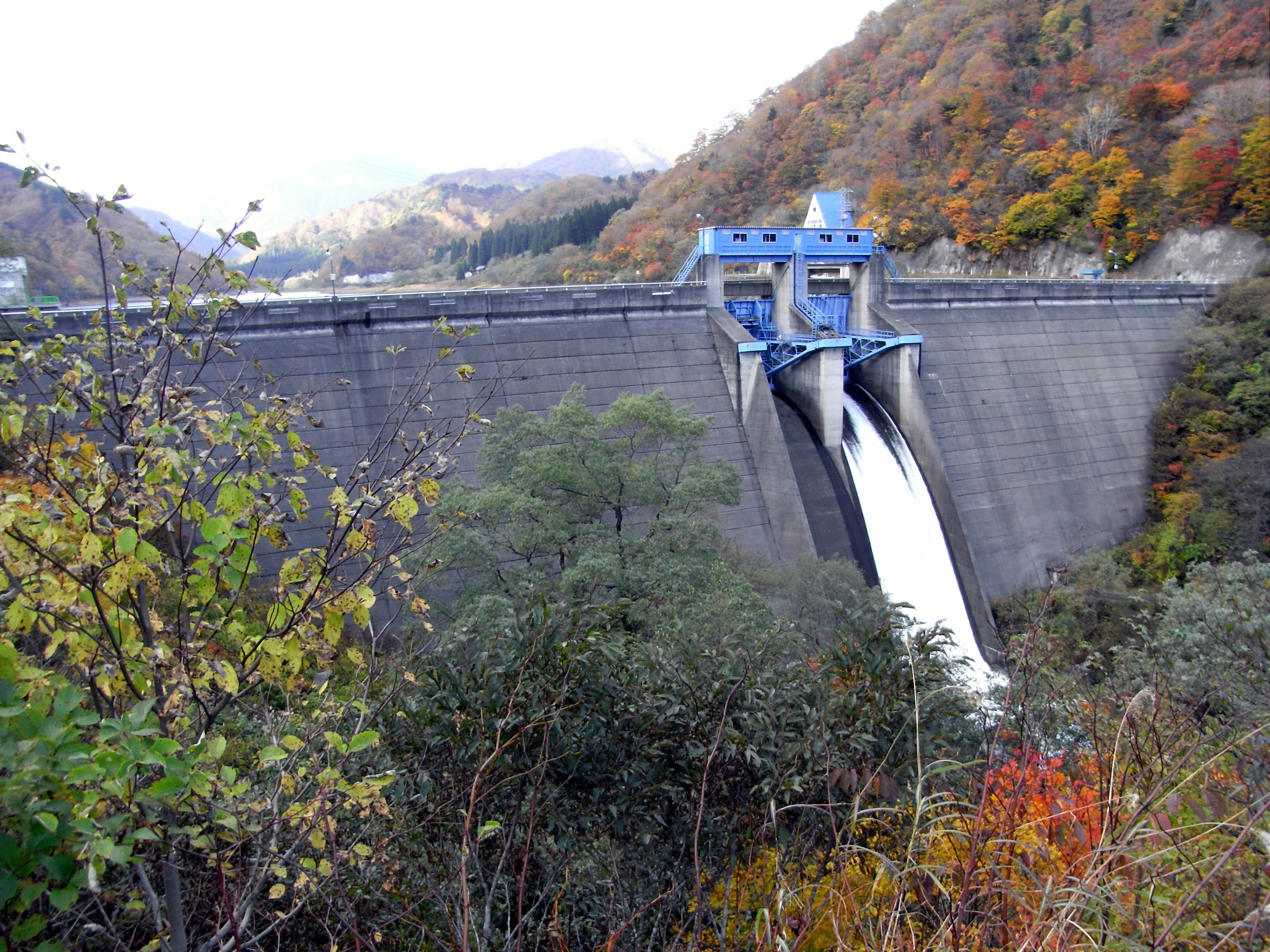
木地山ダム

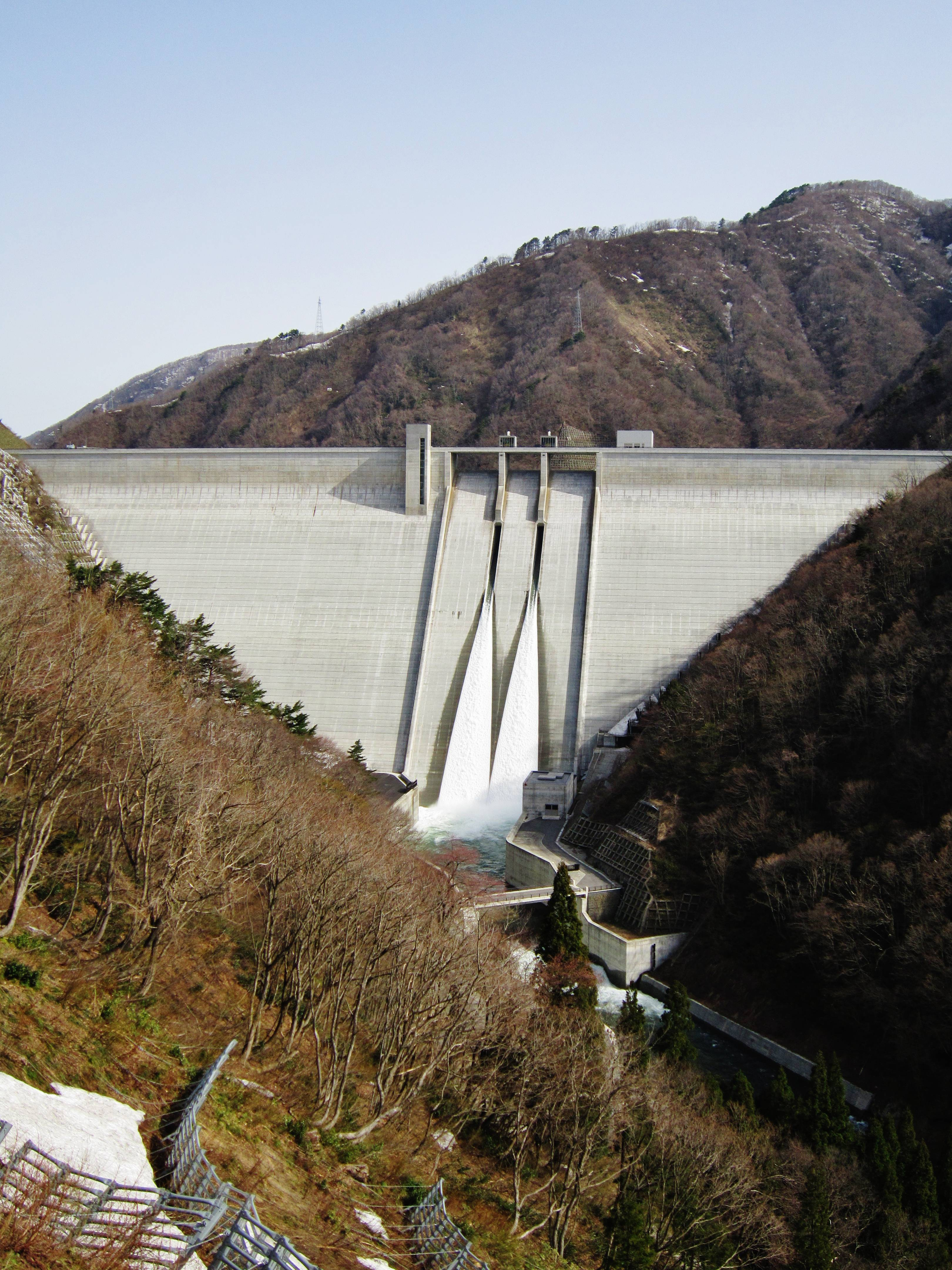
長井ダム

急峻な地形であることから洪水が多く、近世中期以降だけでも1757年（宝暦7年）から1860年（万延元年）までに5度の大規模な洪水が発生している。1769年（明和6年）の大洪水の後には、出羽・越後両国による堤防工事が行われた記録がある。昭和に入っても1967年（昭和42年）の羽越豪雨など、洪水による大きな被害が発生した。反対に日照りになれば渇水に陥ってしまうという河況係数の高い河川であった。
一方で古くから沿岸の農業用水として利用されており、一の堰と呼ばれる栃木（とちのき）堰、二の堰と呼ばれる九野本（くのもと）堰など、4ヶ所の固定堰が建設され、沿岸の農地に農業用水を供給していた。
戦後に入り、山形県により治水、灌漑、水力発電などを目的とした「野川総合開発事業」が発足。これにより多目的ダムとして管野ダムが計画され、1952年（昭和27年）に着工した。しかし、管野ダム建設中の1953年に集中豪雨による洪水が発生。管野ダム単体での治水能力に不安が生じた上、農地面積の拡大による農業用水の不足も懸念されたため、さらに上流に木地山ダムを建設し、両者を併用することになった。その後1954年（昭和29年）に管野ダムが、1961年（昭和36年）に木地山ダムが完成した。また、管野ダム下流に野川第一発電所、木地山ダム下流に野川第二発電所が建設され、ともに水力発電を担った。
しかし、その後も1967年（昭和42年）の羽越豪雨などによる洪水や、周辺の人口増加に伴う水道需要の増大により新たなダム建設の必要が生じたため、1977年（昭和52年）から予備調査が開始され、新たに長井ダムの建設工事が始まった。準備工と用地取得、補償交渉の終了後、2000年（平成12年）より本体工事が開始され、2011年（平成23年）3月に完成した。長井ダムの完成により、管野ダムは長井ダム（ながい百秋湖）内に水没することとなった。野川第二発電所も用地が水没対象となったため、従来より上流に移設された。また長井ダムの完成に合わせて新野川第一発電所が建設され、2010年（平成22年）6月から運用が開始されている。

## 河川施設
- 木地山ダム
- 長井ダム - 人造湖の名称は「ながい百秋湖」。
  - 管野ダム - 長井ダムの完成により水没、廃止された。
  - 野川まなび館 - 長井ダムのインフォメーションセンターとして設置され、ダムの建設状況や効果、野川流域の自然や歴史について紹介していた。ダム完成後は一時休館していたが、その後NPO法人の運営となって再オープンした[4]。

## 支流
上流より記載
- 中ノ沢（中沢川）
- 大桶沢
- 布谷沢（布谷沢川）
- 合地沢（合地沢川）

## 橋梁
上流より記載
- 竜神大橋（長井ダム上）
- 平泉橋（置賜西部広域農道）
- 上野川橋（山形県道11号長井白鷹線）
- 谷地橋（山形県道253号寺泉舟場線）
- フラワー長井線
- 野川橋（山形県道9号長井大江線）
- あかしあ橋（山形県道259号勧進代舟場線）

## その他
置賜野川の上流（長井ダム周辺）には、希少な植物とされるオオシラヒゲソウの群生地がある。2022年（令和4年）8月に発生した豪雨災害で全滅が危惧されたが、一部は流失を免れた。